# اتهامات کودک‌آزاری ۱۹۹۳ مایکل جکسون
خواننده آمریکایی مایکل جکسون نخستین بار در سال ۱۹۹۳ با ادعاهای سوءاستفاده جنسی از کودکان مواجه شد. ایوان چندلر، دندان‌پزشک و فیلم‌نامه‌نویسی که در لس آنجلس زندگی می‌کرد، جکسون را متهم به سوءاستفاده جنسی از پسر ۱۳ ساله‌اش، جردن کرد. جکسون بعد از اجاره یک خودرو از پدرخوانده جردن، با او دوست شده بود. اگرچه ایوان در ابتدا این دوستی را تشویق می‌کرد، اما بعد از آن با همسر سابق خود که حضانت جردن را بر عهده داشت، درباره نامناسب بودن این رابطه صحبت کرد.
چندلر از جکسون درخواست پول کرد و تهدید کرد که به دادگاه جنایی خواهد رفت، اما هیچ توافقی حاصل نشد. پس از اینکه جردن به یک روان‌پزشک گفت که جکسون او را مورد آزار و اذیت قرار داده است، اداره پلیس لس آنجلس یک تحقیق جنایی آغاز کرد. این تحقیقات هیچ مدرک فیزیکی علیه جکسون پیدا نکرد. در اوت ۱۹۹۳، با آغاز مرحله دوم تور جهانی دنجروس جکسون، خبر این ادعاها منتشر شد و توجه رسانه‌های جهانی را به خود جلب کرد. جکسون باقی‌مانده‌ تور را به دلیل مشکلات سلامتی ناشی از این رسوایی لغو کرد. خواهر جکسون، لاتویا جکسون، ادعا کرد که جکسون یک پدوفیل است، اما هیچ مدرکی ارائه نداد و از ادعای خود عقب‌نشینی کرد و گفت که شوهرش او را مجبور به بیان این ادعا کرده است.
در سپتامبر ۱۹۹۳، خانواده چندلر شکایتی علیه جکسون مطرح کردند. آنها و جکسون در ژانویه ۱۹۹۴ به توافق مالی دست یافتند؛ جکسون و تیم قانونی‌اش تأکید کردند که این توافق به معنای اعتراف به گناه نیست. در سپتامبر ۱۹۹۴، تحقیقات پس از اینکه خانواده چندلر از همکاری امتناع کردند، بسته شد و پرونده بدون شاهد اصلی خود رها شد.
این ادعاها به تصویر عمومی، سلامت و وضعیت تجاری جکسون آسیب زد. چندین قرارداد تبلیغاتی او لغو شد، از جمله قرارداد تبلیغاتی او با پپسی که به مدت یک دهه ادامه داشت. ادعاهای بیشتر سوءاستفاده از سوی جکسون منجر به محاکمه مردم در برابر جکسون در سال ۲۰۰۵ شد، که در آن جکسون در تمام اتهامات بی‌گناه شناخته شد.

## پس‌زمینه

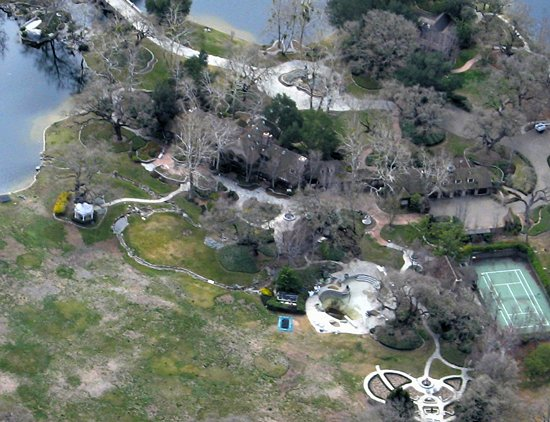
خانه جکسون در مزرعه نورلند، جایی که ادعا می‌شود در آن آزار جنسی صورت گرفته است

بر اساس گزارش کانسیکوئنس، در سال ۱۹۹۳، جکسون محبوب‌ترین خواننده در جهان بود. در فوریه همان سال، خودروی جکسون خراب شد و به یک تعمیرگاه محلی به نام رنت-ای-ورک منتقل شد. دیوید شوارتز، مالک رنت-ای-ورک، همسرش، جون چندلر-شوارتز، را برای ملاقات با جکسون دعوت کرد. او پسرش، جردن چندلر را از یک ازدواج قبلی همراه آورد. پدر جوردن، ایوان چندلر، دندانپزشکی بود که ستاره‌های هالیوودی را درمان می‌کرد و همچنین فیلم‌نامه‌نویسی بود که در نوشتن کمدی ۱۹۹۳ رابین هود: مردانی در لباس چسبان کرده بود.
جکسون و جردن رابطه نزدیکی پیدا کردند؛ نشریه نشنال اینکوایر داستانی با عنوان «خانواده جدید مورد علاقه مایکل» منتشر کرد که در آن به نوعی اشاره می‌شد که جکسون جردن را از ایوان «دزدیده» است. جکسون از جردن، خواهر ناتنی‌اش و مادرش دعوت کرد تا در آخر هفته‌ها به خانه‌اش، مزرعه نورلند، بیایند. آنها همچنین سفرهایی به لاس وگاس و فلوریدا داشتند. این سفرها برنامه‌های ملاقات جردن با ایوان را تحت تأثیر قرار می‌داد و جردن ترجیح می‌داد به مزرعه نورلند برود.
در ماه مه، ایوان جکسون را ترغیب کرد تا زمان بیشتری را با جردن بگذراند. ایوان پیشنهاد داد که جکسون باید یک الحاقی به خانه‌اش بسازد؛ اما وقتی مجوزهای لازم برای برنامه‌ریزی تأمین نشد، چندلر پیشنهاد کرد که جکسون برای او یک خانه بخرد. در همان ماه، جردن و جون همراه با جکسون به موناکو برای جوایز موسیقی ملل پرواز کردند. بر اساس گفته‌های وکیل جون، مایکل فریمن، ایوان حسود بود و احساس می‌کرد که کنار گذاشته شده است. پس از بازگشت، جکسون به مدت پنج روز در خانه شوارتز-چندلر اقامت داشت؛ جکسون در اتاقی با جردن و برادر ناتنی‌اش خوابید. چندلر گفت که این زمانی بود که او نسبت به سوءرفتار جنسی جکسون مشکوک شد، هرچند او گفت که جکسون و جردن در هنگام دیدن آنها در رخت‌خواب، لباس پوشیده بودند و هرگز ادعا نکرد که سوءرفتار جنسی را مشاهده کرده است. تماس جوردن و جکسون در ژوئن ۱۹۹۳ خاتمه یافت.

## پیش از اتهام
مایکل جکسون در ۲۷ ژوئن ۱۹۹۲ (‎۶ تیر ۱۳۷۱) تور رکوردشکن و جهانی خطرناک را در ۳ قسمت آغاز کرد. او در طول مدت این تور در هر شهری به یتیم خانه‌ها و بیمارستان‌های کودکان سر می‌زد و آن‌ها را به صورت رایگان به کنسرت خود دعوت می‌کرد. او همچنین تمام سود حاصل از ۶۹ کنسرت این تور را به خیریه اهدا کرد و بنیادی خیریه به نام «دنیا را التیام بده» را تأسیس کرد.
مایکل در این تور با خانوادهٔ جردن چندلر آشنا شد. پدر و مادر جردن، در سال ۱۹۷۴ ازدواج کرده بودند و حاصل این ازدواج یک دختر و یک پسر ۱۳ ساله به نام جردن چندلر بود. آن‌ها در سال ۱۹۸۵ از یکدیگر جدا شدند اما در زمان طرح اتهامات علیه جکسون، هر دوی آن‌ها دوباره ازدواج کرده بودند و بر سر حضانت پسرشان، جردن، با یکدیگر می‌جنگیدند. پدر جردن، ایوان چندلر، به خاطر کوتاهی در نگاه داری از پسرش، از طرف دادگاهی ۶۸٫۴۰۰ دلار جریمه شده بود و به دنبال آن حضانت جردن به مادرش داده شد. پدر جردن سعی درگرفتن حضانت پسرش داشت و به گفتهٔ کارشناسان، زمانی که والدین کودکان به دنبال حضانت فرزند خود هستند، سعی می‌کنند در اکثر مواقع اتهام سو استفادهٔ جنسی را مطرح کنند تا طرف مقابل را در نگه‌داری از فرزند، بی‌کفایت جلوه بدهند و ایوان هم همین کار را کرد زیرا جردن همیشه به همراه مادرش به دیدار مایکل می‌رفت و در بیشتر مواقع قرارهای ملاقات با پدرش را برهم می‌زده تا با او ملاقات کند.
ایوان چندلر پدر شاکی، در منطقهٔ بورلی هیلز، نیویورک، به شغل دندانپزشکی اشتغال داشت اما فیلمنامه‌نویسی کاری بود که همیشه آرزویش را در سر می‌پروراند. ایوان از مایکل خواسته بود تا برای اینکه بتواند پروژهٔ ساخت فیلم‌هایش را به انجام برساند، به مدت ۴ سال و هر سال، مبلغ ۵ میلیون دلار به او پول پرداخت کند که جمعاً بالغ بر ۲۰ میلیون دلار می‌شود و مایکل را تهدید کرد که در غیر اینصورت اتهام سو استفادهٔ جنسی را مطرح می‌کند. هنگامی که مایکل درخواست ایوان را رد کرد، او بسیار عصبانی شد و به مایکل گفت که اتهام سو استفادهٔ جنسی از پسرش را به گوش همه می‌رساند.
ایوان از مایکل خواست تا اجازه دهد پسرش در روز ۱۱ ژوئیه ۱۹۹۳ (‎۲۰ تیر ۱۳۷۲) با او ملاقات داشته باشد. اما در آخر همان هفته، ایوان از تحویل دادن پسر به مادرش خودداری کرد. وکیل مادر جردن از جانب او، دادخواستی برای بازگرداندن پسرش تنظیم کرد و قاضی به ایوان دستور داد تا پسرش را در ساعت ۶:۰۰ عصر روز ۱۷ آگوست (‎۲۶ مرداد) به مادرش برگرداند.
صبح همان روزی که قرار شده بود پسر به مادرش تحویل داده شود، ایوان او را نزد یک فیزیوتراپ برد. در آنجا ادعا کرد که جکسون پسرش را مورد سو استفادهٔ جنسی قرار داده‌است. او همچنین جزئیات این رابطه را شرح داد. اما او اصلأ قصد شکایت از مایکل و علنی کردن این اتهامات را نداشت. بلکه قصد داشت با ترساندن مایکل و وادار کردن او به سازش خصوصی بر سر این مسئله، به پول برسد. اما فیزیوتراپ در پیروی از قوانین ایالت کالیفرنیا، این ادعاها را به «سازمان ملی کودکان و خانواده» گزارش داد.

## شروع اتهامات
در ۲۴ آگوست ۱۹۹۳ (‎۲ شهریور ۱۳۷۲) درست در هنگام آغاز قسمت سوم تور جهانی خطرناک اعلام شد که مایکل جکسون به اتهام آزار و اذیت جنسی یک پسر بچهٔ ۱۳ ساله، از طرف ادارهٔ پلیس جنایی لس‌آنجلس، تحت تعقیب قرار گرفته‌است. در حالی که مایکل در بانکوک، تایلند به سر می‌برد، پلیس فدرال آمریکا به خانه‌اش نورلند، هجوم برد. آن‌ها تمام خانه را زیر و رو کردند تا مدرکی به دست آوردند، اما چیزی که بتواند گناهکاری مایکل را به اثبات برساند، پیدا نکردند. هاوارد ویزمن بیانیه‌ای را از طرف مایکل در مطبوعات منتشر کرد مبنی بر این که هیچ کار خطایی از مایکل سر نزده‌است و او قصد دارد به تورش ادامه دهد.
اما جوردن چندلر گفت که تحت تأثیر یک آرام‌بخش مشکوک به نام سدیم آمیتال، جکسون اندام جنسی او را لمس نموده‌است.
کمی بعد از این اتفاق، صدای ایوان چندلر، پدر جوردن، در یک مکالمهٔ تلفنی ضبط شد که در کنار سخنان دیگر می‌گفت: 
اگه این کارو بکنم دوران بزرگ من شروع می‌شه. ممکن نیست ببازم. هر چی بخوام گیرم می‌یاد و اونا تا ابد نابودند. این پایان کار مایکله.
تیم‌های قانونی ایوان چندلر و جکسون وارد کار شدند، سپس ایوان چندلر شروع به چانه زنی کرد تا قضیه را با توافق مالی پایان دهد، اما موفقیتی به دست نیامد؛ چندلر بر سر مبلغ چانه می‌زد، اما جکسون نیز با رد درخواست‌های او چند پیشنهاد داد. سپس جردن به یک روان‌پزشک و بعداً به پلیس گفت که او و جکسون موقعیت‌های بوسیدن، خود ارضایی و ارضای جنسی با دهان را با هم تجربه کرده‌اند، او همچنین جزئیات تصویری، از آنچه ادعا می‌کرد اندام جنسی مایکل است را ترسیم نمود.
تحقیقات رسمی شروع شد. مادر جردن باور داشت که مایکل خطایی نکرده‌است. سپس نورلند تفتیش شد، بچه‌ها و تعداد زیادی از خویشاوندان، اینکه او بچه باز باشد را قاطعانه رد کردند. وضعیت جکسون وقتی بدتر شد که خواهر بزرگترش لاتویا جکسون او را به بچه بازبودن متهم کرد، بیانیه‌ای که لاتویا بعداً پس گرفت و گفت که به خاطر تهدید شوهرش جک گوردون، مجبور به انجام این کار شده بود. لاتویا گفت که گوردون تهدید کرده بود، مایکل را به قتل می‌رساند.
او در سال ۱۹۹۳ مایکل را تهدید کرده بود که در صورت نپرداختن پول، اتهامی را علیه او مطرح می‌کند که دیگر نتواند به حرفه‌اش ادامه دهد. مایکل خواستهٔ او را برآورده نساخت و ایوان نیز قولش را عملی کرد. طی تحقیقات نوار صوتی ضبط شده‌ای مربوط به مکالمهٔ تلفنی ایوان چاندلر به دست آمد که می‌گفت نقشه‌ای در سر دارد که اگر عملی شود، کار مایکل تمام خواهد بود.
بازپرسان از تمامی کارکنان نورلند، مزرعهٔ محل سکونت مایکل و تک تک پسرانی که از آن مکان بازدید کرده بودند بازجویی به عمل آوردند و چیزی علیه مایکل نیافتند. در آخرین اقدام، آن‌ها تصمیم به عکس‌برداری از بدن برهنهٔ مایکل گرفتند. جکسون قبول کرد که در خانه‌اش از بدن برهنهٔ او به مدت ۲۵ دقیقه تفتیش به عمل بیاید. این تفتیش به منظور بررسی وجود تطابق دقیق، با تصویر ارائه شده از طرف جردن انجام شد. گفته شد که جردن تحت تأثیر داروی روان گردان سدیم آمیتال که پدر دندان پزشکش به وی خورانده بود علیه مایکل ادای اتهام کرده بود. ایوان در توجیه این اقدام خود گفت که برای عمل جراحی دندان پسرش از این ماده استفاده کرده بود، حال آنکه مصرف این مادهٔ توهم زا ممنوع بود.
جردن طی بازجویی توضیحاتی در مورد اندام تناسلی مایکل در اختیار پلس قرار داده بود و آن‌ها برای اثبات درستی این ادعا، طی حکم دادستان توماس اسندون، مایکل را واداشتند که به عکس‌برداری از نقاط خصوصی بدنش تن دهد. عکس‌های به دست آمده گفته‌های جردن را تأیید نمی‌کرد. جوردن طی بازجویی تصویر یک عضو ختنه شده را بر روی کاغذ برای پلیس کشیده بود در حالیکه مایکل ختنه نشده بود
جکسون بیانیه‌ای پر احساس در بارهٔ آنچه در جریان بود منتشر کرد، او اعلام بی گناهی نمود و از آنچه به عنوان پوشش غرض ورزانهٔ رسانه‌ای نام برد انتقاد کرد. دوستان نزدیک جکسون بعداً بیان کردند که او هرگز از احساس حقارت ناشی از تفتیش بدنی‌اش رهایی نیافت.
من اوایل این هفته وادار شدم تا به معاینهٔ غیرانسانی و توهین‌آمیز ادارهٔ قضایی سانتا باربارا و ادارهٔ پلیس لس‌آنجلس، تن بدهم. آن‌ها حکم کتبی معاینهٔ بدن مرا به من تحویل دادند، که به آن‌ها اجازه داد تا بدنم را به اضافهٔ عضو تناسلی، نشیمنگاه، پایین‌تنه، ران‌ها و هر قسمتی که آن‌ها می‌خواستند، معاینه کنند و از آن عکس بگیرند… این حکم، همچنین مرا مجبور کرد که در تمام معایناتی که پزشک مخصوص آن‌ها لازم می‌دانستند، با او همکاری کنم. تا بتواند وضع پوستم را به خوبی بررسی کند و ببیند آیا من «پیسی» یا هر بیماری پوستی دیگری دارم یا نه. (او قبل از این ماجرا در طی مصاحبه‌ای با اُپرا، در مورد بیماری پوستیش صحبت کرده بود. بعد از انجام معاینات توسط پزشکی قانونی، ابتلاء مایکل به این بیماری تأیید شد. شاکی ادعا کرده بود که نشانه‌های این بیماری بر روی عضو تناسلی او هم وجود دارد)... در طی مدت حیاتم، فقط سعی کرده‌ام تا به هزاران هزار کودک کمک کنم تا زندگی شادی داشته باشند. وقتی کودکی را در حال رنج کشیدن می‌بینم، به گریه می‌افتم… با من همانند یک جنایتکار، رفتار نکنید؛ زیرا من بی‌گناهم.
جکسون برای مقابله با استرس اتهاماتی که به او وارد شده بود، شروع به استفاده از انواع مسکن‌ها و داروها کرد. تا پاییز ۱۹۹۳، جکسون به این داروها اعتیاد پیدا کرده بود. وضعیت سلامتی جکسون تا حدی به وخامت گذاشت که او ادامهٔ تور جهانی آلبوم خطرناک خود را کنسل نمود و چند ماهی به یک مرکز درمان اعتیاد رفت. استرس اتهامات باعث شد که جکسون از غذا خوردن دست بردارد، و وزن بسیار زیادی از دست بدهد. بخاطر سلامتی در حال افول او، دوستان و مشاوران قانونی کنترل روند دفاع و اوضاع مالی او را بر عهده گرفتند؛ آن‌ها از او می‌خواستند که به توافق خارج از دادگاه جواب مثبت دهد، چون باور داشتند که در صورت برگزاری جریان طولانی مدت دادگاه‌ها، جکسون دوام نخواهد آورد. رسانه‌ها گفتند که موضوع با دادن مقدار زیادی پول در حدود ۱۵ میلیون دلار به ایوان چاندلر، پدر خانواده فیصله یافته‌است.
واکنش رسانه‌های شایعه پرداز به اتهامات مطرح شده، جکسون را در شرایط نامطلوبی قرار داد. کارشکنی‌های رسانه‌ها و چگونگی پوشش وقایا توسط آن‌ها، شامل: استفاده از سرتیترهای تحریک‌آمیز برای جلب خوانندگان و رهگذران (در حالی که خود متن با سرتیتر مطابقت نداشت)، پذیرفتن داستان‌های افرادی که برای پول به جکسون تهمت دست داشتن در فعالیت‌های مجرمانه می‌زدند، استفادهٔ غرض ورزانه از عکس‌های جکسون در بدترین وضعیت ظاهری‌اش، نبود واقع گرایی و استفاده از سر تیترهایی که به شدت گناهکار بودن جکسون را تلقین می‌کرد، بود. در اول ژانویه ۱۹۹۴ بعد از اینکه جردن چندلر از همکاری با تحقیقات جنایی پلیس خودداری نمود، جکسون با خانوادهٔ چندلر و تیم حقوقی آن‌ها به مبلغ ۲۲ میلیون دلار در خارج از دادگاه به توافق رسید. جکسون هرگز دستگیر نشد و پرونده با اعلام این که شواهد کافی در دست نیست بسته شد.
در سال ۲۰۱۱، سخنگوی سازمان ملی کودکان و خانوادهٔ آمریکا گفت: «سازمان حمایت از کودک و خانواده، قطعاً با کاترین جکسون موافق است. بنابر تحقیقات گستردهٔ ما، پسر ایشان هرگز کودکی را مورد آزار جنسی قرار نداده بودند.» این بیانه به دنبال مصاحبه‌های پی در پی کاترین جکسون، مادر مایکل، در مورد اتهامات کودک آزاری مایکل جکسون پخش شد. همچنین این سازمان دولتی بیان می‌کند: «مایکل با ما همکاری کامل داشت. او بدون حضور وکیلش ساعت‌ها مورد بازجویی و مصاحبه قرار گرفت. او هیچ چیز را مخفی نمی‌کرد. مایکل درک نمی‌کرد که چرا چنین اتهاماتی علیه او به میان آمده‌است. سازمان او را طی تمامی این بازجویی‌ها بیگناه تشخیص داد.» این سازمان پس از مطرح شدن اتهامات مایکل جکسون در سال ۱۹۹۳، دست کم به مدت ۱۰ ساعت مایکل جکسون را مورد بازجویی قرار داد. جردن چندلر نیز چندی پس از مرگ مایکل جکسون اعتراف کرد که مایکل جکسون بی‌گناه بود. او گفت که پدرش فقط به دنبال پول بوده‌است. او گفت از اینکه نتوانست پیش از مرگ مایکل جکسون از او عذرخواهی کند متأسف است. چند ماه بعد از مرگ جکسون، پدر جردن چلندر با اسلحه خودکشی کرد.